# Grandissimo (EP)
Grandissimo è il primo EP di Jack the Smoker, pubblicato il 18 luglio 2012.

## Tracce
1. Grandissimo – 1:38
2. Personal (feat. Killa Cali & MadMan) – 3:48
3. Vrum vrum (feat. Asher Kuno, Coliche) – 3:46
4. Roby baggio (feat. CapStan, BatOne, Zampa) – 4:54
5. Fanno (feat. Paskaman, Mekoslesh) – 2:40
6. Pourinho (feat. Johnny Marsiglia) – 2:30
7. Facci passare alè alè (feat. CapStan, BatOne, Zampa) – 2:52
8. Estate Albina – 3:39

Durata totale: 25:47